# Amblypsilopus didymus
Amblypsilopus didymus är en tvåvingeart som beskrevs av Yang 1997. Amblypsilopus didymus ingår i släktet Amblypsilopus och familjen styltflugor. Inga underarter finns listade i Catalogue of Life.